# Sporting Clube de Esmoriz
O Sporting Clube de Esmoriz é um clube português sediado na cidade de Esmoriz, Município de Ovar, Distrito de Aveiro.

## História
O clube foi fundado em 1932 sendo o seu atual presidente Aderito Ferreira. Após vários anos de participação na antiga II Divisão B, o clube conheceria uma realidade financeira insustentável, acabando mesmo por descer aos distritais, numa decisão difícil tomada pelos seus dirigentes.
A equipa recomeçou, a partir da temporada 2011/12, a sua recuperação, iniciando a mesma na 2ª Divisão Distrital da Associação de Futebol de Aveiro. Embora não tenha alcançado a promoção imediata no segundo ano na 2º Divisão Distrital o Sporting Clube de Esmoriz viria a conseguir alcançar o primeiro lugar e ser campeão.
Durante a sua existência, o Sporting Clube de Esmoriz ganhou por 4 vezes a 1ª Divisão Distrital da Associação de Aveiro, para além duma vitória em séries na antiga 3ª Divisão.

## Futebol
| Época   | Divisão                    | Posição | J  | V  | E  | D  | GM | GS | DG | Taça de Portugal |
| ------- | -------------------------- | ------- | -- | -- | -- | -- | -- | -- | -- | ---------------- |
| 2016/17 | AF Aveiro Primeira Divisão | 5º      | 34 | 19 | 7  | 8  | 67 | 46 | 21 | Não Participou   |
| 2015/16 | AF Aveiro Primeira Divisão | 12º     | 34 | 9  | 12 | 13 | 36 | 44 | -8 | Não Participou   |
| 2014/15 | AF Aveiro Primeira Divisão | 5º      | 34 | 16 | 5  | 13 | 49 | 45 | 4  | Não Participou   |
| 2013/14 | AF Aveiro Primeira Divisão | 6º      | 34 | 16 | 7  | 11 | 43 | 40 | 3  | Não Participou   |
| 2012/13 | AF Aveiro Segunda Divisão  | 1º      | 28 | 21 | 5  | 2  | 77 | 20 | 57 | Não Participou   |
| 2011/12 | AF Aveiro Segunda Divisão  | 5º      | 28 | 12 | 4  | 8  | 41 | 32 | 9  | Não Participou   |
| 2010/11 | II Divisão Zona Centro     | 8º      | 30 | 9  | 11 | 10 | 31 | 38 | -7 | 1E               |
| 2009/10 | II Divisão Zona Centro     | 6º      | 30 | 13 | 6  | 11 | 31 | 29 | 2  | 3E               |
| 2008/09 | II Divisão Zona Centro     | 5º      | 32 | 10 | 9  | 13 | 33 | 31 | 2  | 4E               |

### Participações
|                   | Nº Presenças | Títulos |
| ----------------- | ------------ | ------- |
| Temporadas na 1ª  | 0            |         |
| Temporadas na 2ª  | 0            |         |
| Temporadas na 2ªB | 4            |         |
| Temporadas na 3ª  | 14           |         |
| Taça de Portugal  | 25           |         |

### Palmarés[6]
- 4 - AF Aveiro Primeira Divisão (1978/79, 1981/82, 1991/92, 1995/96)
- 1 - AF Aveiro Segunda Divisão (2012/13)
- 1 - Taça Distrital AF Aveiro (2016/17)

### Esmoriz na Taça de Portugal
| Época     | Eliminatória | Adversário      | Divisão do Adversário       | Casa/Fora | Resultado    |
| --------- | ------------ | --------------- | --------------------------- | --------- | ------------ |
| 2017/2018 | 1a           | Tocha           | Primeira Divisão AF Coimbra | Fora      | 1-2          |
| 2017/2018 | 2a           | Vilaverdense    | Campeonato de Portugal      | Casa      | 0-1          |
| 2010/2011 | 1a           | Cova da Piedade | Terceira Divisão            | Fora      | 3-0 (a.p)    |
| 2009/2010 | 2a           | Estoril Praia   | Segunda Liga                | Fora      | 3-3 (3-4)g.p |
| 2009/2010 | 3a           | Rio Ave         | Primeira Divisão            | Fora      | 2-1          |
| 2008/2009 | 1a           | Anadia          | Terceira Divisão            | Casa      | 3-2          |
| 2008/2009 | 2a           | Atlético        | Terceira Divisão            | Casa      | 2-0          |
| 2008/2009 | 3a           | Maria da Fonte  | Segunda Divisão             | Casa      | 4-3 (a.p)    |
| 2008/2009 | 4a           | Vizela          | Segunda Liga                | Fora      | 3-1          |
| 2007/2008 | 2a           | Avanca          | Segunda Divisão             | Fora      | 0-6          |
| 2007/2008 | 3a           | Monsanto        | Terceira Divisão            | Fora      | 1-0          |
| 2006/2007 | 2a           | Portosantense   | Segunda Divisão             | Casa      | 1-0          |
| 2006/2007 | 3a           | Pontasolense    | Segunda Divisão             | Fora      | 1-0          |
| 2005/2006 | 2a           | Ermesinde       | Terceira Divisão            | Fora      | 0-2          |
| 2005/2006 | 3a           | UD Oliverirense | Segunda Divisão             | Fora      | 1-1 (4-1)g.p |
| 2004/2005 | 2a           | Tourizense      | Segunda Divisão             | Fora      | 0-0 (6-7)g.p |
| 2004/2005 | 3a           | Leça            | Terceira Divisão            | Fora      | 3-1          |